# Ecyrus
Ecyrus – rodzaj chrząszczy z rodziny kózkowatych i podrodziny zgrzypikowych.

## Zasięg występowania
Przedstawiciele tego rodzaju występują w Ameryce Północnej od płd. USA po Kostarykę.

## Systematyka
Do Ecyrus należy 6 gatunków:
- Ecyrus albifrons
- Ecyrus arcuatus
- Ecyrus ciliatus
- Ecyrus dasycerus
- Ecyrus lineicollis
- Ecyrus pacificus